# Synaphea nexosa
Synaphea nexosa är en tvåhjärtbladig växtart som beskrevs av Alexander Segger George. Synaphea nexosa ingår i släktet Synaphea och familjen Proteaceae. Inga underarter finns listade i Catalogue of Life.